# Syrrhopodon repens
Syrrhopodon repens là một loài rêu trong họ Calymperaceae. Loài này được Harv. mô tả khoa học đầu tiên năm 1837.